# Catharina Treu

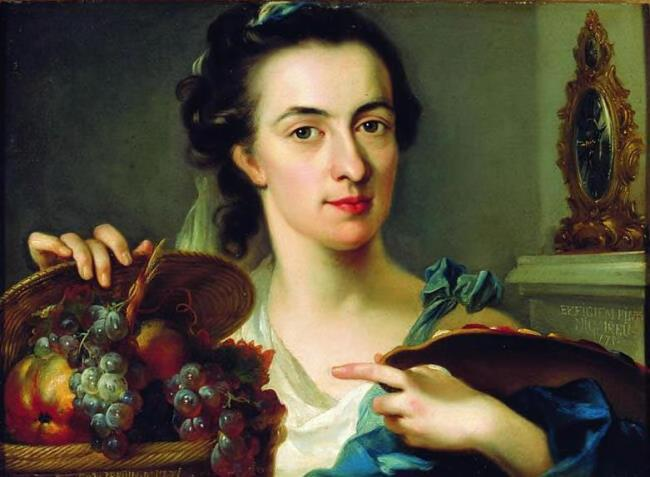
Bildnis der Catharina Treu mit ihrem Früchtestillleben, Gemälde von Johann Nicolaus Treu (Porträt) und Catharina Treu (Früchtestillleben), 1771, Historisches Museum Bamberg

Maria Catharina Wilhelmina Treu, ab 1781 Catharina König (* 21. Mai 1743 in Bamberg, Hochstift Bamberg; † 11. Oktober 1811 in Mannheim, Großherzogtum Baden), war eine deutsche Stilllebenmalerin des Rokoko, Hofmalerin des speyerischen Fürstbischofs Franz Christoph von Hutten zum Stolzenberg und des pfalz-bayerischen Kurfürsten Karl Theodor sowie Hochschullehrerin an der Kunstakademie Düsseldorf. Sie war das erste weibliche Mitglied einer Kunstakademie im deutschsprachigen Raum.

## Leben

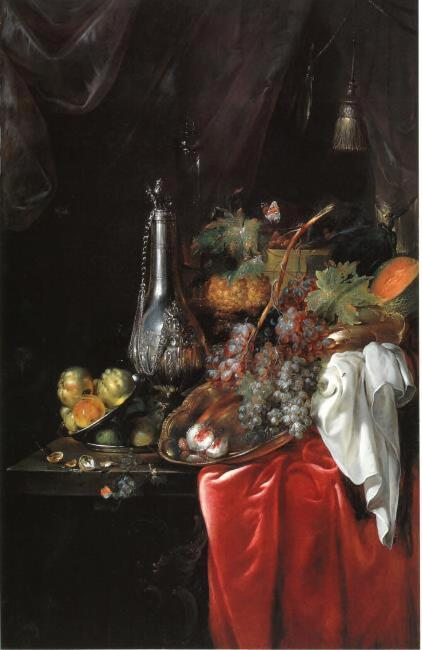
Prunkstillleben mit Früchten und silberner Weinkanne, 1768

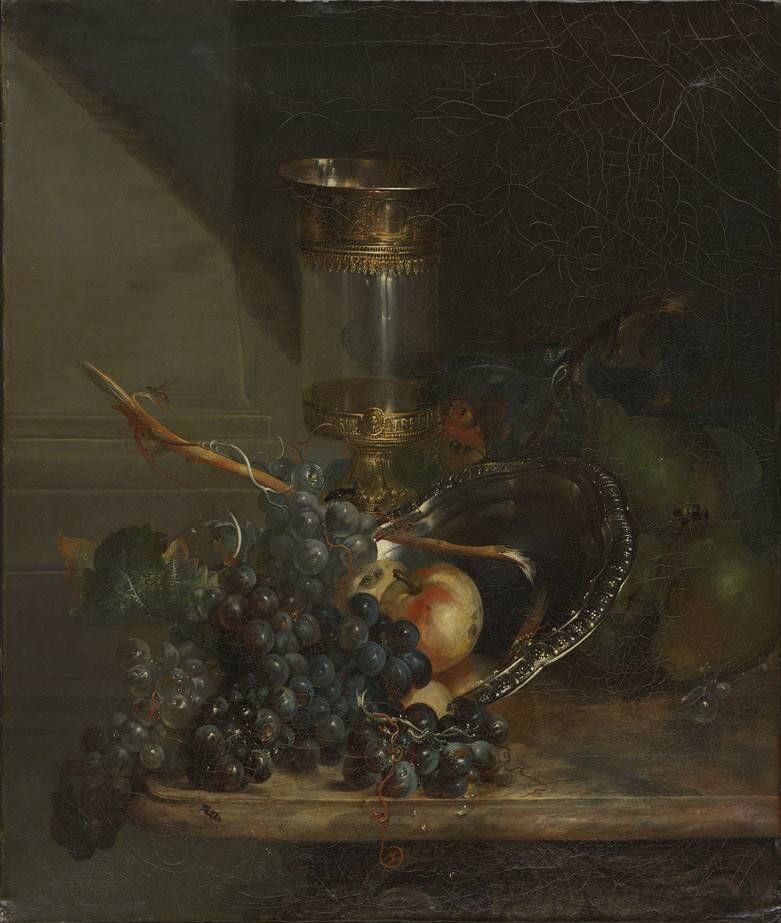
Früchtestillleben, 1768, Bayerische Staatsgemäldesammlungen

Catharina war eine Tochter des 1733 zum katholischen Bekenntnis konvertierten Bamberger Malers Marquard Joseph Johannes Treu, vormals Joel Nathan, und dessen Ehefrau Catharina (1714–1789), Tochter des Malers Johann Georg Friedrich. Ihr Großvater väterlicherseits war der jüdische, kurfürstlich-bambergische Hoffaktor Wolf Nathan. Ihr Vater hatte an den Jeschiwot von Metz und Prag eine traditionelle jüdische Erziehung erhalten und war lange Galanteriewaren-Händler, ehe er sich um 1737 zum Maler ausbildete und später als Inspektor der Galerie von Schloss Pommersfelden ein sicheres Gehalt bezog. Eltern und der Bruder Johann Nicolaus Treu erzogen die jüngeren Kinder, darunter Catharinas Bruder Christoph sowie ihre Schwestern Anna Maria und Rosalie, künstlerisch. Schon als Zehnjährige soll sie Insekten, Früchte und Blumen recht naturgetreu wiedergegeben haben. 1762 wirkte sie durch Schaffung von Supraporten an der Ausmalung der Würzburger Residenz mit. Im Folgejahr malte sie in der Bamberger Residenz.
Nachdem Franz Christoph von Hutten zum Stolzenberg, der Fürstbischof von Speyer ihr exotische Früchte sandte, die sie malen sollte und das Ergebnis zu seiner Zufriedenheit ausgefallen war, wurde sie 1766 seine Hofmalerin in Bruchsal. Durch ein Reisestipendium des Fürstbischofs konnten sie und ihr Bruder Christoph 1768 an der 1762 gegründeten Zeichenschule von Lambert Krahe in Düsseldorf studieren. Als Anschauungsmaterial stand ihnen die umfangreiche Sammlung des pfälzischen Kurfürsten Karl Theodor in der Gemäldegalerie Düsseldorf zur Verfügung.
Kurz vor seinem Tod empfahl sie der Fürstbischof dem pfälzischen Kurfürsten. Dieser ernannte Catharina Treu mit 26 Jahren zur kurfürstlichen Kabinettmalerin. In Mannheim bezog sie ein Gehalt von 600 Gulden und weitere Zugaben im Wert von 200 Gulden. Zu diesem Spitzengehalt durfte Catharina Treu ihre Bilder auf dem freien Kunstmarkt anbieten. In dieser Zeit entstanden ihre besten Gemälde, vor allem Prunkstillleben nach Vorbildern der niederländischen Malerei des 17. und 18. Jahrhunderts. 1770 unternahm sie eine Studienreise nach London. Wohl durch Krahes Fürsprache, den sie am 30. September 1775 um Unterstützung angeschrieben hatte, ernannte der Kurfürst sie am 15. Februar 1776 zum Mitglied der 1773 gegründeten Kunstakademie Düsseldorf. Sie war deren erstes weibliches Mitglied und erste lehrende Professorin. Bis 1786 unterrichtete sie in dieser Funktion. Bis 1788 führte sie der Chur-Pfältzische Hoff- und Staats-Calender als ordentliches Mitglied des Lehrkörpers. In späterer Zeit wandte sie sich auch der religiösen Historienmalerei zu.
Aus ihrer Ehe mit dem acht Jahre jüngeren protestantischen Schwetzinger Hofbesitzer Jakob König († 1799), die vom 5. November 1781 bis 1785 dauerte, gingen die Töchter Franziska (* 1783) und Elisabeth (* 1784 oder 1785) hervor, die sie alleine aufzog und welche ebenfalls Malerinnen wurden. In den Koalitionskriegen verlor sie einen Teil ihres Vermögens. Sie wurde durch das Netzwerk ihrer Familie und des Kurfürsten unterstützt, dem sie 1778 nicht an dessen Münchener Hof folgte. Ihre Werke, die sie oft mit den Buchstaben C T P signierte, fanden Abnehmer unter Kunstsammlern im In- und Ausland. Sie wurden auf Auktionen in Stuttgart, Karlsruhe, München, Mailand, St. Petersburg und London gehandelt und sind in Sammlungen in Augsburg, Bamberg, Bruchsal, Darmstadt, Düsseldorf, Karlsruhe, München, Speyer und Stuttgart vertreten. Als anerkannte Malerin starb sie 68-jährig in Mannheim.